# Pieve di San Paolo (Fivizzano)
La pieve di San Paolo è un luogo di culto cattolico che si trova in località Vendaso a Fivizzano.
La pieve, citata per la prima volta nel 1148 in una bolla papale di Eugenio III, ha una struttura triabsidata ed è costruita con bozze di calcare bianco (le absidi sono però in grandi bozze di arenaria). All'interno, di particolare interesse i capitelli, caratterizzati da fiori, girali, margherite a sei petali, cerchi concentrici, intrecci viminei, racemi, figure di animali, uccelli, figure enigmatiche.

## Storia
Prima che il territorio circostante venisse conquistato da Spinetta Malaspina con la presa del castello della Verrucola (anno 1312), tutta la parte settentrionale della valle del Rosaro era di giurisdizione della chiesa di San Paolo.
Il passo dell'Ospedalaccio anticamente detto anche Passo delle Cento Croci, che in epoca napoleonica venne nominato “Passo del Cerreto”, rappresenta uno svincolo di primaria importanza, che va a collocarsi tra l'antico castrum di Verrucola, e l'ex forum romano di Fivizzano passati durante il periodo medievale sotto il dominio dei Bianchi di Erberia e dei Bosi, nobili famiglie feudatarie precedenti ai Malaspina.
Più avanti la pieve perderà sempre più importanza a causa del sorgere di nuove chiese battesimali nelle frazioni contigue.

## Descrizione

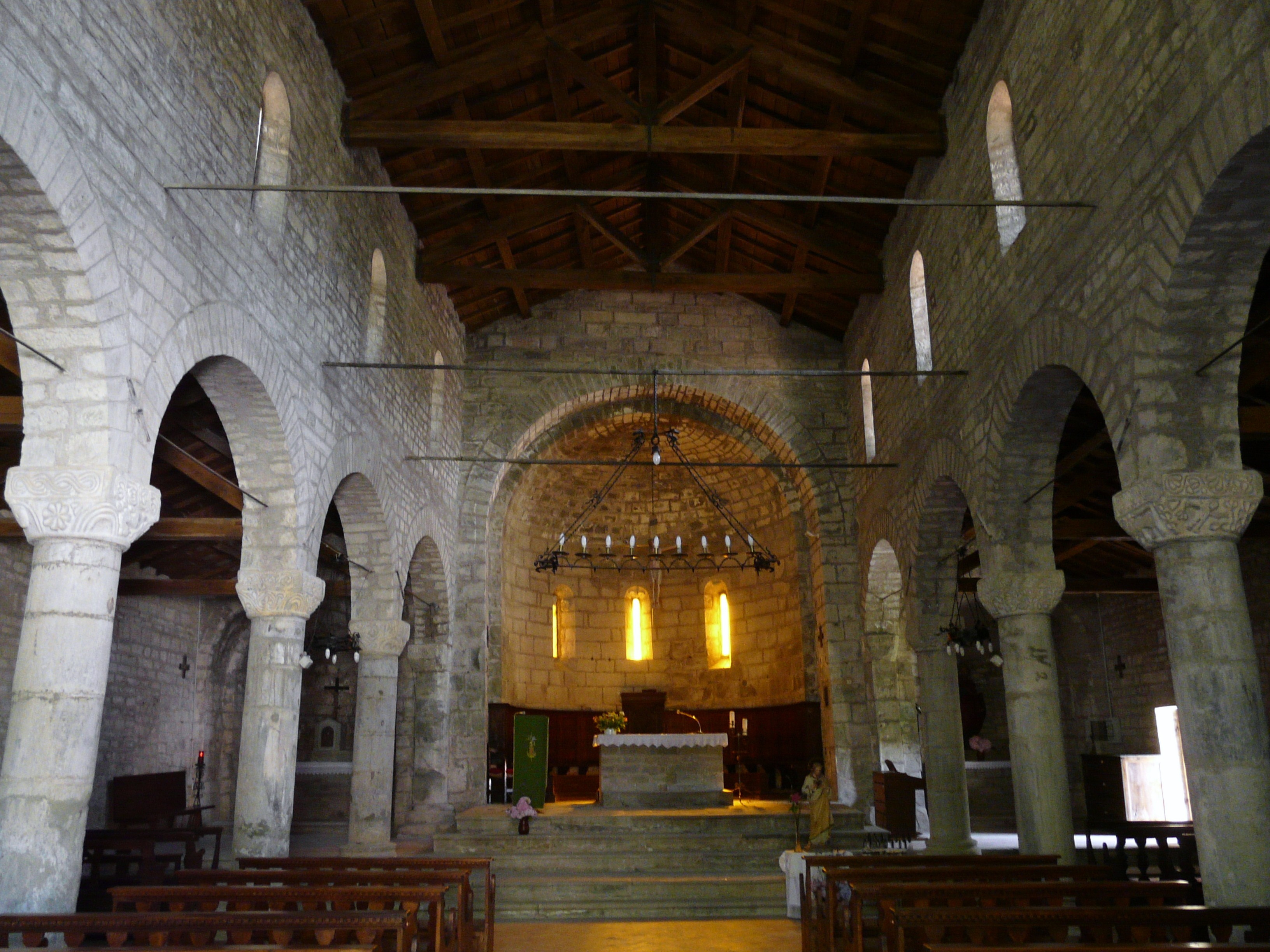
La navata centrale

La chiesa è stata più volte oggetto di ricostruzioni e rifacimenti, necessari dopo i devastanti terremoti del 1837 e del 1920.
Dopo i primi lavori in età barocca, in seguito completamente demoliti, si è cercato di ricostruire l'edificio in modo che il suo aspetto architettonico si accostasse il più possibile all'originale risalente al XII secolo.
Tra le modifiche apportate, vi sono le absidi laterali e la facciata a capanna tripartita.
Le absidi sono state realizzate in arenaria, mentre della facciata fanno parte, oltre alla porta d'ingresso della chiesa, una bifora e un'apertura a forma di croce posizionata poco più in alto.
Il campanile è accostato al lato destro dell'edificio, ed è stato ricostruito dopo il terremoto del 1920.